# سیم (بندر لنگه)
سیم یا سجم روستای کوچکی از توابع بخش کیش شهرستان بندر لنگه استان هرمزگان واقع در جنوب ایران.

## محدوده سیم
از شمال لاز، از جنوب دریا، از مغرب دهلیز، و از سمت مشرق به دهکون محدود می‌گردد.

## جمعیت
جمعیت آن در حدود ۵۵ نفر می‌باشد. دارای مسجد، برق، آب‌انبار (برکه)، خانه بهداشت، و دبستان است.

## نژاد
مردم این روستا از نژاد عرب و اهل سنت از شاخه حنبلی هستند یعنی از پیروان امام احمد ابن حنبل می‌باشند.
ساکنان این روستا به زبان عربی و فارسی به گویش محلی تکلم می‌کنند.

## امرار معاش
اهالی روستا از طریق صید، ماهی‌گیری و کشاورزی امرار معاش می‌کنند.